# Cale Hulse
Pour les articles homonymes, voir Hülse.
Cale Hulse (né le 10 novembre 1973 à Edmonton dans la province d'Alberta au Canada) est un joueur professionnel canadien de hockey sur glace. Il évoluait au poste de défenseur.

## Biographie
Il est repêché par les Devils du New Jersey au 66e rang lors du troisième tour du repêchage d'entrée dans la LNH 1992 après avoir joué une saison dans la Ligue de hockey de l'Ouest avec les Winter Hawks de Portland. Il joue une autre saison chez les juniors puis il commence sa carrière professionnelle en 1993-1994 avec les River Rats d'Albany, équipe affiliée aux Devils dans la Ligue américaine de hockey. Il remporte la Coupe Calder en 1995 avec les River Rats après qu'ils ont battu les Canadiens de Fredericton en finale des séries éliminatoires.
Il fait ses débuts dans la Ligue nationale de hockey en 1995-1996 avec les Devils. Lors de cette même saison, il est échangé en février 1996 aux Flames de Calgary. Il joue avec les Flames jusqu'en 2000, lorsqu'il est échangé aux Predators de Nashville avec un choix de repêchage contre l'attaquant Sergueï Krivokrassov.
Après trois saisons passées avec les Predators, il devient agent libre et s'entend avec les Coyotes de Phoenix au cours de l'été 2003. Après que la saison 2004-2005 entière soit annulée en raison d'un lock-out, il est échangé aux Blue Jackets de Columbus en octobre 2005. Il ne termine pas la saison, puisqu'il retourne avec les Flames via transaction en février 2006.

## Vie personnelle
Il est marié à l'actrice américaine Gena Lee Nolin depuis 2004 et ont ensemble deux enfants.

## Statistiques
| Saison     | Équipe                   | Ligue      |     | Saison régulière | Saison régulière | Saison régulière | Saison régulière | Saison régulière |   | Séries éliminatoires | Séries éliminatoires | Séries éliminatoires | Séries éliminatoires | Séries éliminatoires |
| Saison     | Équipe                   | Ligue      | PJ  | B                | A                | Pts              | Pun              | PJ               | B | A                    | Pts                  | Pun                  |                      |                      |
| 1990-1991  | Royals de Calgary        | AJHL       | 49  | 3                | 23               | 26               | 220              | -                | - | -                    | -                    | -                    |                      |                      |
| 1991-1992  | Winter Hawks de Portland | LHOu       | 70  | 4                | 18               | 22               | 250              | 6                | 0 | 2                    | 1                    | 27                   |                      |                      |
| 1992-1993  | Winter Hawks de Portland | LHOu       | 72  | 10               | 26               | 36               | 284              | 16               | 4 | 4                    | 8                    | 65                   |                      |                      |
| 1993-1994  | River Rats d'Albany      | LAH        | 79  | 7                | 14               | 21               | 186              | 5                | 0 | 3                    | 3                    | 11                   |                      |                      |
| 1994-1995  | River Rats d'Albany      | LAH        | 77  | 5                | 13               | 18               | 215              | 12               | 1 | 1                    | 2                    | 17                   |                      |                      |
| 1995-1996  | River Rats d'Albany      | LAH        | 42  | 4                | 23               | 27               | 107              | -                | - | -                    | -                    | -                    |                      |                      |
| 1995-1996  | Devils du New Jersey     | LNH        | 8   | 0                | 0                | 0                | 15               | -                | - | -                    | -                    | -                    |                      |                      |
| 1995-1996  | Flames de Saint-Jean     | LAH        | 13  | 2                | 7                | 9                | 39               | -                | - | -                    | -                    | -                    |                      |                      |
| 1995-1996  | Flames de Calgary        | LNH        | 3   | 0                | 0                | 0                | 5                | 1                | 0 | 0                    | 0                    | 0                    |                      |                      |
| 1996-1997  | Flames de Calgary        | LNH        | 63  | 1                | 6                | 7                | 91               | -                | - | -                    | -                    | -                    |                      |                      |
| 1997-1998  | Flames de Calgary        | LNH        | 79  | 5                | 22               | 27               | 169              | -                | - | -                    | -                    | -                    |                      |                      |
| 1998-1999  | Flames de Calgary        | LNH        | 73  | 3                | 9                | 12               | 117              | -                | - | -                    | -                    | -                    |                      |                      |
| 1999-2000  | Flames de Calgary        | LNH        | 47  | 1                | 6                | 7                | 47               | -                | - | -                    | -                    | -                    |                      |                      |
| 2000-2001  | Predators de Nashville   | LNH        | 82  | 1                | 7                | 8                | 128              | -                | - | -                    | -                    | -                    |                      |                      |
| 2001-2002  | Predators de Nashville   | LNH        | 63  | 0                | 2                | 2                | 121              | -                | - | -                    | -                    | -                    |                      |                      |
| 2002-2003  | Predators de Nashville   | LNH        | 80  | 2                | 6                | 8                | 121              | -                | - | -                    | -                    | -                    |                      |                      |
| 2003-2004  | Coyotes de Phoenix       | LNH        | 82  | 3                | 17               | 20               | 123              | -                | - | -                    | -                    | -                    |                      |                      |
| 2005-2006  | Blue Jackets de Columbus | LNH        | 27  | 0                | 3                | 3                | 43               | -                | - | -                    | -                    | -                    |                      |                      |
| 2005-2006  | Flames de Calgary        | LNH        | 12  | 0                | 1                | 1                | 20               | -                | - | -                    | -                    | -                    |                      |                      |
| Totaux LNH | Totaux LNH               | Totaux LNH | 619 | 16               | 79               | 95               | 1 000            | 1                | 0 | 0                    | 0                    | 0                    |                      |                      |

## Trophées et honneurs personnels
- 1994-1995 : champion de la Coupe Calder avec les River Rats d'Albany.

## Transactions en carrière
- 1992 : repêché par les Devils du New Jersey au troisième tour, 66e rang au total.
- 26 février 1996 : échangé par les Devils aux Flames de Calgary avec Tommy Albelin et Jocelyn Lemieux contre Phil Housley et Dan Keczmer.
- 14 mars 2000 : échangé par les Flames aux Predators de Nashville avec un choix de troisième tour au repêchage de 2001 (Denis Platonov) contre Sergueï Krivokrassov.
- 10 juillet 2003 : signe en tant qu'agent libre avec les Coyotes de Phoenix.
- 8 octobre 2005 : échangé par les Coyotes aux Blue Jackets de Columbus avec Michael Rupp et Jason Chimera contre Geoff Sanderson et Tim Jackman.
- 28 février 2006 : échangé par les Blue Jackets aux Flames de Calgary contre Cam Severson.